# Bikini Porn (canción de Tove Lo)
«Bikini Porn» es una canción de la artista sueca Tove Lo. Fue escrita por la cantante junto a Finneas O'Connell, Jakob Hazell, Ludvig Söderberg, Svante Halldin, y producida por O'Connell, A Strut y Jack & Coke. La canción fue lanzada como sencillo por Universal Music Group el 15 de enero de 2020 en sus servicios de streaming, siendo publicado más tarde, en el mes de mayo, como primer sencillo del relanzamiento de su disco de 2019 Sunshine Kitty.

## Antecedentes
La composición fue inicialmente mal recibida por el productor de Lo, que no estaba convencido al principio de su letra y el estilo de la misma. La artista contactó con el músico y productor estadounidense Finneas O'Connell, pidiéndole que se encargara de su desarrollo, permitiéndole nuevos cambios de estilo pero manteniendo el "valor y la rareza" de la misma. En una entrevista de junio de 2019 con Billboard, Lo declaró que había escrito canciones con Finneas, elogiando su habilidad como productor y escritor. "Somos fanáticos de la música de los demás y él es muy buen letrista", añadió en una entrevista a la revista NME en octubre de ese año.
Bikini Porn fue escrita por Lo, Finneas, Ludvig Söderberg, Jakob Hazell y Svante Halldin. Su producción y programación fue realizada por Finneas, Jack & Coke y A Strut. Serban Ghenea lo mezcló con la ayuda de John Hanes. Finneas produjo las voces y tocó el sintetizador y los instrumentos de percusión.

## Música y letra
Bikini Porn es una canción pop uptempo. Su instrumentación incorpora un ritmo tropical altamente procesado y coros que fueron modulados con un vocoder. Lo expresó que el título de la canción es una referencia a "líneas de bronceado", y agregó que se trata de "vivir al sol" y el estilo de vida "extraño" en Los Ángeles, que ella considera "tan oscura y tan divertido". También describió Bikini Porn como "una canción sexy y extraña sobre dejar ir tus preocupaciones" en la que también se burla de sí misma.

## Lanzamiento
Finneas expresó en Radio.com en noviembre de 2019 que su colaboración con Tove Lo iba a ser lanzada a principios de 2020. El 24 de diciembre, Lo publicó en su cuenta de Instagram la letra de una canción inédita usando el hashtag "#bikiniporn". Cerys Kenneally de The Line of Best Fit especuló que el hashtag era el título del nuevo sencillo. El 15 de enero de 2020, cuatro meses después de lanzar su cuarto álbum de estudio Sunshine Kitty, Lo estrenó el sencillo. Se hizo disponible para descargar y en servicios de transmisión, a través de Universal Music. Lo interpretó por primera vez la canción durante la apertura de un concierto del Sunshine Kitty Tour en Nashville (Tennessee), el 3 de febrero de 2020, como la última canción de la lista de su repertorio.

## Recepción de la crítica
Algunos críticos elogiaron las letras sexuales de Bikini Porn y su optimista composición optimista. Considerando su título como carismático, Jordi Bardají de Jenesaispop la tildó de "canción divertida y bailable". Al escribir para el mismo sitio web, Raúl Guillén elogió su melodía uptempo y dijo que la canción podría haber sido parte del disco principal de Sunshine Kitty, agregando que la contribución de Finneas es estilísticamente similar a su trabajo anterior. Mike Wass, de Idolator, encontró el coro de la canción peculiar, así como "corto y dulce y muy, muy pegadiza". También dijo la canción, a pesar de ser un alejamiento del estilo synth-pop de la cantante, todavía presentaba los temas sexuales, muy comunes en sus canciones. Wass más tarde la nombró la mejor canción del primer trimestre de 2020. Jem Aswad de Variety consideró que Bikini Porn era una "pista de baile", y dijo que no era similar a los trabajos anteriores de Finneas. Salvatore Maicki de The Fader declaró que la letra es "adecuada para un enero inusualmente cálido, un himno despeinado a un skimpier vivo".
Algunos críticos la consideraron candidata para ser la canción del verano de 2020, como Madeline Roth de MTV News, quien también elogió la composición optimista de la canción. Haciendo eco de este pensamiento, Claire Shaffer de Rolling Stone dijo que era una "competidora muy tempranera para canción del verano", elogiando su temática hedonista. Otros críticos declararon que la canción tenía un mensaje de poder. Michael Love de Paper dijo que "Bikini Porn" es una "canción sexy y poderosa" con letras irónicas sobre [Tove] Lo misma. Del mismo modo, Rose Riddel de la revista Coup de Main la describió como una canción enriquecedora con una melodía optimista.

## Videoclip
El video musical de Bikini Porn fue dirigido por Moni Haworth y grabado en las ciudades californianas de Hesperia y Victorville. Tove Lo expresó que fue "fue divertido y extraño de filmar", describiendo el clip como sexual y divertido, aunque no todas las escenas están "destinadas a ser halagadoras". Finneas hace un cameo como conductor de Uber. El 17 de enero de 2020, Lo lanzó el clip en plataformas digitales y escribió una publicación en Instagram que decía: "¿Alguien se sorprendió de que básicamente sea yo corriendo en bikini? No lo creo".
El videoclip, que fue capturado en estilo lo-fi y VHS, muestra a Lo usando diferentes bikinis mientras baila en lugares como un desierto, un gimnasio y la parte trasera de un tráiler. En una escena, se quita la parte superior y entra en una piscina. Luego comienza a bailar en una tienda de discos mientras los empleados la miran y eventualmente la expulsan. En la última escena del vídeo, baila en el asiento trasero de un vehículo Uber conducido por Finneas, que parece incómodo con su presencia. Sobre el vídeo, Tove Lo expresó: "[Soy] yo en mi propio mundo, viviendo mi vida sin importarme lo que piense la gente".
Según Carolyn Droke de Uproxx, el videoclip "complementa la energía optimista de la pista" y se ve "como un vídeo casero". Claire Shaffer para Rolling Stone lo consideró desarrollado como un concepto "extraño", mientras que Jordi Bardají de Jenesaispop señaló que la cantante se mostró "completamente desatada" mientras muestra su sensualidad por todas partes. Madeline Roth de MTV News escribió que lo más destacado del vídeo era la escena en la que Lo baila en el asiento trasero de un automóvil que Finneas conduce.

## Posición en listas
| Listas (2020)                     | Posición más alta |
| --------------------------------- | ----------------- |
| Nueva Zelanda (Recorded Music NZ) | 35                |
| Suecia (Sverigetopplistan)        | 76                |